# آنخل هررو (بازیکن فوتبال، زاده ۱۹۴۹)
آنخل هررو (انگلیسی: Ángel Herrero؛ زادهٔ ۱۹ سپتامبر ۱۹۴۹) بازیکن فوتبال اهل اسپانیا است.
از باشگاه‌هایی که در آن بازی کرده‌است می‌توان به باشگاه فوتبال کادیس اشاره کرد.